# You Ought to Be in Pictures
You Ought to Be in Pictures es un cortometraje de animación estadounidense de 1940 dirigido por Friz Freleng y producido por Warner Bros. para la serie Looney Tunes, 
El corto es protagonizado por Porky y el Pato Lucas. En el filme se presenta una combinación entre animación 2D tradicional e imagen real, contando con las actuaciones del productor Leon Schlesinger, el guionista Michael Maltese, el director Bob Clampett, y los animadores Chuck Jones y Gerry Chiniquy, entre otros miembros del personal de Leon Schlesinger Productions.
El título proviene de la canción popular de 1934 You Oughta Be in Pictures de Dana Suesse y Edward Heyman, misma que se usó para el comienzo del filme.
El corto fue producido originalmente en blanco y negro, sin embargo, una versión colorizada digitalmente fue lanzada en 1995.

## Argumento
Lucas quiere ser la estrella del estudio. Para ello, le sugiere a Porky renunciar a su carrera como estrella de dibujos animados e irse a trabajar al mundo del cine.
Porky (disfrazado de Oliver Hardy) trata de entrar al estudio de Warner, pero un guardia de seguridad (interpretado por Michael Maltese y doblado por Mel Blanc) le impide el paso.
Después de varios problemas ocurridos al tratar de conseguir un empleo, Porky decide ir a recuperar su antiguo trabajo. Mientras tanto, Lucas intenta convencer a Leon Schlesinger sobre convertirlo en la nueva estrella del estudio.
Al regresar, Porky se las arregla con Lucas y recupera felizmente su trabajo, a pesar de nunca haberlo perdido, ya que Schlesinger nunca había roto su contrato. La última escena muestra a Porky volviendo a su puesto, mientras Lucas vuelve a intentar convencer a Porky sobre buscar otro empleo, fracasa y termina con un tomate en la cara, mirando al público y diciéndole que Porky es un desagradecido.
- Datos: Q8057457
- Multimedia: You Ought to Be in Pictures / Q8057457